# Кеннеди, Джозеф Уильям
Джозеф Уильям Кеннеди (англ. Joseph William Kennedy, 30 мая 1916, Накодочес, Техас, США — 5 мая 1957, Сент-Луис, Миссури, США) — американский химик, соавтор открытия плутония вместе с Гленном Т. Сиборгом, Эдвином Макмилланом и Артуром Уолом. Во время Второй мировой войны возглавлял отделение химии и металлургии в Манхэттенском проекте, где проводились исследования по химии и металлургии урана и плутония. После войны был приглашён работать профессором в Вашингтонский университет в Сент-Луисе, где способствовал превращению университета в центр с сильными научно-исследовательскими программами. Кеннеди скончался от рака желудка в возрасте 40 лет.

## Ранние годы
Джозеф Уильям Кеннеди родился в Накодочесе, штат Техас, 30 мая 1916 года в семье Джозефа и Матти Кеннеди. Он жил в Сентере, штат Техас, семь лет до поступления в колледж. Кеннеди учился в Государственном педагогическом колледже Стивена Ф. Остина, который он окончил со степенью бакалавра искусств (BA), и в Канзасском университете, где получил степень магистра искусств (MA). Затем он поступил в Калифорнийский университет в Беркли, где защитил докторскую диссертацию (PhD) на тему "Исследования ядерного изомеризма в теллуре, элементе 43 и цинке", под руководством Джорджа Эрнеста Гибсона.

## Плутоний
В феврале 1940 года Гленн Сиборг и Эдвин Макмиллан получили плутоний-239, бомбардируя уран дейтронами. Это привело к образованию нептуния, элемента 93, который претерпел бета-распад, образуя новый элемент — плутоний, с 94 протонами. Кеннеди собрал серию детекторов и счетчиков, чтобы подтвердить наличие плутония. Он использовал тонко нарезанную слюду, чтобы создать окно для подсчета альфа-излучения, и ионизационную камеру с магнитным полем, чтобы отделить бета-частицы нептуния от альфа-частиц плутония.
28 марта 1941 года Сиборг, физик Эмилио Сегре и Кеннеди доказали не только существование плутония, но и его делимость, что стало важным открытием, повлиявшим на решения, принятые в ходе исследования Манхэттенского проекта. Артур Валь затем начал изучать химию вновь открытого элемента. В 1966 году Комната 307 в Гилман Холл на территории кампуса Беркли, где проводились эти исследования, была объявлена национальным историческим памятником США.

## Манхэттенский проект
Кеннеди был одним из первых, кто присоединился к Лос-Аламосской лаборатории Манхэттенского проекта, прибыв в марте 1943 года. Он стал исполняющим обязанности руководителя Отдела химии и металлургии (CM). Некоторые лидеры проекта сомневались в Кеннеди, которому было всего 26 лет. В связи с этим был сделан запрос к Чарльзу Томасу из компании Monsanto. Томас согласился координировать химические усилия различных лабораторий Манхэттенского проекта, но не пожелал переезжать в Нью-Мексико. Несмотря на молодость, Кеннеди официально стал руководителем Отдела химии и металлургии в апреле 1944 года.
Отдел химии и металлургии отвечал за очистку и изготовление материалов для бомбы, включая ядро, оболочку и инициатор. Химия и металлургия урана были достаточно хорошо изучены, хотя и таили несколько сюрпризов, но химия плутония была практически неизвестна. Элемент был открыт незадолго до этого и существовал лишь в микрограммовых количествах. Образованные догадки о его химии часто оказывались ошибочными, и по мере исследований выяснилось, что у него есть необычные свойства, включая шесть аллотропов. Между его первооткрывателями возникло соперничество, и группа Уоля и Кеннеди в Лос-Аламосе конкурировала с группой Сиборга в Чикаго в разработке наилучшего метода очистки металла. Это соперничество неожиданно прекратилось, когда группа Сегре в Лос-Аламосе обнаружила, что высокие уровни ранее неизвестного изотопа плутония-240 в плутонии, произведённом в реакторе, означают необходимость создания имплозионного ядерного оружия, и высокая степень чистоты стала ненужной.
Химики Кеннеди смогли восстановить урангидрид до металлического уран-235 с эффективностью 99,96%, а металлурги разработали способ отлива и прессования его в необходимые формы. В то время как химики занимались очисткой плутония, металлурги должны были найти способ отлить его в твёрдую сферу. Группа CM-8 (Металлургия урана и плутония) под руководством Эрика Джетта выяснила, что они могут стабилизировать плутоний в его пластичной δ-фазе, легируя его галлием. За свои заслуги Кеннеди был награждён Медалью «За заслуги» президентом Гарри С. Трумэном в 1946 году.

## В популярной культуре
В фильме 2023 года «Оппенгеймер» Джозефа У. Кеннеди сыграл актер Трой Бронсон (Troy Bronson). Режиссер фильма Кристофер Нолан (Christopher Nolan) акцентирует внимание на важности плутония. Хотя проект был совместной работой с Гленном Т. Сиборгом, Эдвином Макмилланом и Артуром Валь, Нолан почтил коллективное начинание, одновременно подчеркнув роль Кеннеди как ключевого первооткрывателя, умело балансируя командную динамику и индивидуальные достижения.
В реальной жизни президент Гарри С. Трумэн (Harry S. Truman), которого сыграл актер Гэри Олдман (Gary Oldman), наградил Кеннеди Медалью «За заслуги» за его вклад. Медаль «За заслуги» являлась высшей гражданской наградой в США, и из участников Манхэттенского проекта в Лос-Аламосе её получили только четверо: Роберт Оппенгеймер, Джон фон Нейман, Энрико Ферми и Кеннеди.
Фильм «Оппенгеймер» завоевал семь «Оскаров» на церемонии вручения премий Академии в 2024 году, включая награду за лучший фильм. Фильм основан на книге «Американский Прометей» (American Prometheus).

## Послевоенный период
В 1945 году Кеннеди был приглашён на должность профессора в Вашингтонский университет в Сент-Луисе, где в 1946 году он стал заведующим кафедрой химии, на которой продолжал работать до конца жизни. Кеннеди привёл с собой Артура Валя, Линдси Хельмхольца, Дэвида Липкина, Герберта Потратца и Самуэля Вайсмана, которые также вошли в состав преподавателей Вашингтонского университета. До этого времени Вашингтонский университет в основном был ориентирован на обучение бакалавров. Кеннеди приписывают заслугу в превращении его в университет с сильными программами для выпускников и научными исследованиями.
Вместе с Сиборгом, Макмилланом и Валем, Кеннеди получил $400,000 от Комиссии по атомной энергии США в качестве вознаграждения за их научную работу. Лекция Кеннеди названа в его честь и проводится ежегодно в Вашингтонском университете.